# Codophila remota
Codophila remota är en insektsart som först beskrevs av Horvath 1907.  Codophila remota ingår i släktet Codophila och familjen bärfisar. Inga underarter finns listade i Catalogue of Life.